# Camponotus janeti
Camponotus janeti é uma espécie de inseto do gênero Camponotus, pertencente à família Formicidae.